# Hugh Thornton
Hugh Thornton (* 28. června 1991 v Boise, Idaho, USA) je hráč amerického fotbalu nastupující na pozici Guarda za tým Indianapolis Colts v National Football League. Univerzitní fotbal hrál za University of Illinois at Urbana–Champaign, poté byl vybrán ve třetím kole Draftu NFL 2013 týmem Indianapolis Colts.

## Vysoká škola a univerzita
Thornton navštěvoval Oberlin High School v ohijském městě Oberlin, kde se kromě amerického fotbalu rovněž věnoval zápasu, ve kterém se v sezóně 2008–9 umístil třetí ve státě Ohio. Poté přestoupil na University of Illinois, kde mezi roky 2009 až 2012 hrál americký fotbal a za výkony v posledním ročníku byl nominován do druhého all-stars týmu konference Big Ten.

## Profesionální kariéra
Thornton byl draftován ve třetím kole Draftu NFL 2013 jako 86. hráč celkově týmem Indianapolis Colts. Sezónu 2013 začal jako náhradník za Mikem McGlynnem a Donaldem Thomasem na pozici Guarda. Poté, co si Thomas ve druhém týdnu proti Miami Dolphins poranil kvadriceps, se Thornton stal startujícím hráčem na pozici levého Guarda a odehrál zde zbývajících dvanáct utkání základní části i dva zápasy play-off. O rok později odehrál kvůli zranění pouze 10 utkání (8 jako startující hráč), v sezóně 2015 pak 13 utkání (12 jako startující hráč).

## Osobní život
Když bylo Thorntonovi dvanáct let, jeho matku a sestru zavraždil matčin bývalý přítel na Jamajce, kde Thornton trávil dětství.